# Hòa đồng bộ
Các máy phát điện khi hoạt động ở chế độ làm việc song song với một máy khác, hoặc nhiều máy cùng nối chung vào một mạng lưới điện luôn đòi hỏi một số điều kiện. Một trong các điều kiện đó là các máy phải hoạt động đồng bộ với nhau.
Khi bắt đầu khởi động một máy phát điện, tốc độ của máy, tần số máy và điện áp của máy luôn bắt đầu từ 0. Sau khi thỏa các điều kiện tần số và điện áp của máy bằng với trị số định mức, phải có động tác đấu nối các máy lại với nhau. Động tác này gọi là Hòa đồng bộ.
Người ta có thể hòa đồng bộ một máy phát điện với một máy khác, một máy phát điện với một lưới đang có điện, hoặc 2 lưới cùng đang có điện với nhau.

## Các điều kiện hòa đồng bộ máy phát điện
- Điều kiện về tần số: 2 máy phải bằng tần số với nhau, hoặc tần số máy phải bằng tần số lưới.
- Điều kiện về điện áp: 2 máy phải cùng điện áp với nhau, hoặc điện áp máy phải bằng điện áp lứoi.
- Điều kiện về pha: 2 máy phải cùng thứ tự pha, và góc pha phải trùng nhau.

Ta thấy điều kiện 1 và điều kiện 3 có vẻ như mâu thuẫn với nhau. Vì nếu muốn cho góc pha của 2 phía trùng nhau, thì phải điều chỉnh tần số. Mà đã điều chỉnh tần số thì tần số không thể bằng nhau. Còn nếu muốn giữ nguyên cho 2 tần số bằng nhau, thì mãi mãi chẳng thể điều chỉnh được góc pha. Do đó điều kiện thực tế là:

### Điều kiện về tần số
Tần số của 2 máy xấp xỉ bằng nhau.
Sai biệt nằm trong khoảng Delta f cho phép. Df này là bao nhiêu tùy thuộc vào việc chỉnh định bộ điều tốc và rơ le hòa điện tự động, hoặc rơ le chống hòa sai.
Thông thường, người ta điều chỉnh sao cho df có trị số >0 một chút, nghĩa là tần số máy cao hơn tần số lưới một chút. Như vậy khi hòa vào lưới, máy phát sẽ bị tần số lưới ghì lại, nghĩa là máy phát sẽ phát một công suất rất nhỏ ra lưới ngay thời điểm đóng máy cắt.
Một số rơ le cho phép đóng cả khi tần số máy phát thấp hơn tần số lưới. Nhưng vận hành viên thường vẫn điều chỉnh sao cho tần số máy cao hơn. Nếu tần số máy thấp hơn lưới, thì sau khi đóng máy cắt, máy phát sẽ bị tần số lưới kéo cho chạy nhanh lên, công suất sẽ bị âm một ít, mát phát làm việc ở chế độ động cơ.
Thông thường, các bộ điều tốc sẽ chỉnh định tốc độ FSNL (full speed no load) bằng 100,3% định mức. Và đây cũng là tần số ban đầu để đưa hệ thống hòa đồng bộ vào vận hành. Với df nhỏ hơn df cho phép, thì khi hòa đòng bộ, công suất phát ra hoặc thu vào rất bé, không ảnh hưởng gì đến hệ thống.

### Điều kiện về điện áp
Người ta cũng cho phép điện áp có sai biệt chút ít so với điện áp lưới. Và thường người ta cũng chỉnh định sao cho điện áp máy phát bằng hoặc hơn điện áp lưới một chút, để khi đóng điện thì công suất vô công của máy nhỉnh hơn 0 một chút. Đối với điện áp thì có thể điều chỉnh cho U máy = U lưới chính xác mà không có vấn đề gì.

### Điều kiện về Pha
Đây là điều kiện bắt buộc, và phải tuyệt đối chính xác. Thứ tự pha,(trùng pha) thường chỉ kiểm tra một lần đầu tiên khi lắp đặt máy. Từ đó về sau, không ai kiểm lại làm gì, ngoại trừ nếu có công tác gì đó phải tháo nhiều thứ ra và lắp lại.
Vì phải điều chỉnh tần số, nên 2 tần số không bằng nhau. Do đó góc pha sẽ thay đổi liên tục theo tần số phách = hiệu của 2 tần số. Các rơ le phải dự đoán chính xác thời điểm góc pha bằng 0, biết trước thời gian đóng của máy cắt, và phải cho ra tín hiệu đóng MC trước thời điểm đồng bộ bằng đúng thời gian đó. Thường khoảng dưới 100 ms đến vài trăm ms.

## Các biện pháp để kiểm tra các điều kiện đồng bộ
Các điều kiện về điện áp và điều kiện về tần số, có thể kiểm tra bằng các dụng cụ đo trực tiếp như Vôn kế, Tần số kế. Nhưng các điều kiện về pha: thứ tự pha và đồng vị pha (góc lệch pha) cần phải kiểm tra nghiêm ngặt hơn.

### Đồng vị pha trong máy phát
Đối với máy phát được hòa đồng bộ vào hệ thống lưới, điều kiện tiên quyết là thứ tự pha phải hoàn toàn chính xác. Như vậy chỉ cần 1 pha của máy phát có góc lệch so với pha tương ứng của lưới = 0 thì đã đạt điều kiện về đồng vị pha. Trong trường hợp này, đồng vị pha sẽ được xác định khi máy phát đã quay đến đủ tốc độ định mức và điện áp cũng đạt đến giá trị định mức. Khi đó, do tần số của máy phát và tần số của lưới thường luôn dao động trong phạm vi nhỏ, nên rất khó bằng nhau trong một thời gian dài, mà sẽ có sai lệch nhỏ. Với sự khác biệt về tần số như thế, nên góc lệch pha giữa hai máy sẽ thay đổi liên tục.
Vì thế các thao tác đóng máy cắt điện để hòa đồng bộ vào lưới rất có nhiều rủi ro không đúng góc pha.  Khi đóng máy cắt ở trạng thái góc pha không đúng, dòng điện máy phát sẽ rất lớn và có dạng xung. Momen điện từ trong máy phát cũng thay đổi đột ngột, rất dễ gây hư hỏng cho máy, và gây mất ổn định cho lưới.
Để bảo đảm đồng vị pha, ngoài việc dùng các hệ thống đo lường chính xác, trên mạch điều khiển máy cắt cần có lắp đặt rơ le hòa đồng bộ, hoặc rơ le chống hòa sai (Ký hiệu 25).

### Đồng vị pha trong hai hệ thống lưới
Đối với các hệ thống phân đoạn, hệ thống lưới mạch vòng, thì đồng vị pha đã được xác định ngay khi thiết kế. Tuy nhiên do những sai lệch về điện áp giáng trên đường dây, trên tổng trở ngắn mạch của máy biến áp, do phối hợp các tổng trở các máy biến áp trong mạch vòng không tốt và do sự phân bố tải trước khi đóng, nên góc pha giữa 2 đầu máy cắt có thể khác 0. Nhưng thường là ít thay đổi trong thời gian ngắn. Trong trường hợp này, đóng máy cắt sẽ không gây ra ảnh hưởng gì lớn, ngoại trừ một vài điểm nào đó có khả năng quá tải.
Đối với một số vùng liên kết với hệ thống lưới bằng 1 đường duy nhất, hoặc nhiều đường nhưng do sự cố đã rã toàn bộ, thì khi đóng lại, góc pha sẽ không còn 0 nữa. Khi đó, góc pha sẽ thay đổi liên tục, vì 2 tần số lúc ấy sẽ không còn bằng nhau. Đóng máy cắt lúc đó phải đầy đủ các điều kiện về tần số như hòa đồng bộ máy phát điện. Và thường rất khó, khó hơn hòa đồng bộ máy phát. Vì muốn thay đổi tần số của một trong 2 hệ thì không thể tác động tại chỗ được, mà phải liên hệ từ xa.
Để bảo đảm đồng vị pha, trên mạch điều khiển các máy cắt ấy phải có lắp đặt rơ le hòa đồng bộ, hoặc rơ le chống hòa sai (Ký hiệu 25)
Đối với trường hợp thứ nhất, rơ le có thể chỉnh định với khoảng cho phép khá rộng: góc pha có thể sai từ 5 đến 10 độ, điện áp cho phép sai từ 5 đến 10%. Có thể cho phép hoặc không cho phép đóng trong trường hợp live line dead bus, live bus dead line... một số máy cắt còn cho phép đóng cả trong trường hợp dead line dead bus.
Đối với trường hợp thú hai, thì yêu cầu có lẽ sẽ nghiêm nhặt hơn.

## Các sơ đồ hòa đồng bộ
Các sơ đồ hòa đồng bộ theo như sách lý thuyết thì rất đơn giản, dùng đèn tối, đèn sáng, đèn quay... hoặc thêm vài đồng hồ đo...

### Hòa đồng bộ máy phát vào thanh cái
Sơ đồ hòa một máy phát vào thanh cái có hình như dưới đây (đã lọc bỏ hết các mạch xung quanh, những mạch nào không dính đến mạch hòa đồng bộ)
Trong hình trên, phía dưới nối vào 3 pha ABC của máy phát. Phía trên nối vào ABC của thanh cái.
Giả sử thanh cái máy phát và máy phát đều được đo lường bằng một máy biến thế đo lường nối hình V/V. (Sơ đồ này có thể nhầm lẫn với sơ đồ nối tam giác hở, nhưng không phải).
Người ta chỉ cần nối đất pha b phía thứ cấp của cả hai phía, và nối a1, b1 vào một phía của cột đồng bộ, a2, b2 vào phía kia của cột đồng bộ. Như vậy b1 và b2 đương nhiên được nối với nhau.
Có thể thấy khi máy phát đồng bộ với nhau thì:
- điện áp a1 bằng với a2, (V1 = V2)
- tần số a1 bằng với a2, (Hz1 = Hz2)
- Góc pha a1 trùng với a2, (SS chỉ 12 giờ)
- 2 bóng đèn trên cột đồng bộ tắt.
Rơ le đồng bộ, có hai loại, là rơ le tự động đồng bộ và rơ le kiểm soát đồng bộ (chống hòa sai).  Khi 3 điều kiện trên thỏa thì rơ le sẽ xuất ra một lệnh đi đóng máy cắt.

### Hòa đồng bộ máy phát vào lưới thông qua máy biến áp
Tuy nhiên, trong thực tế hiện nay, ít khi người ta nối nhiều máy phát vào một thanh cái máy phát. Khuynh hướng chung là thiết kế hợp bộ máy phát - máy biến thế. Hình dưới đây cho thấy máy phát nối với máy biến thế lực qua máy cắt đầu cực.

#### Máy biến áp đấu nối sao / tam giác 1 giờ
Trong trường hợp này, để tiết kiệm, người ta sẽ không đặt bộ biến thế đo lường trung thế ở giữa máy cắt và máy biến thế. Mà sử dụng luôn bộ biến áp phía cao thế để so sánh.
Tương tự, hình dưới, cũng máy biến thế sao tam giác 1 giờ. Nhưng máy phát được nối trực tiếp với máy biến áp. Máy cắt hòa điện đặt phía cao thế. Người ta cũng không đặt biến thế đo lường giữa máy cắt và máy biến thế. Mà sử dụng luôn biến thế đo lường của máy phát để so sánh.
Khi đặt mạch so sánh như vậy, lợi điểm là tiết kiệm được một bộ biến áp đo lường, vốn rất đắt, và chiếm chỗ. Nhưng sẽ nảy sinh ra 2 vấn đề là pha và biên độ.
Về pha, máy biến áp lực thường có tổ đấu dây sao / tam giác 1 giờ hoặc 11 giờ. Nghĩa là khi đồng bộ, điện áp phía cao thế và trung thế sẽ lệch nhau 30 độ. Vì thế, phải lấy tín hiệu sao cho phù hợp.
Như hình trên, là phía cao thế lấy điện áp a2-n và phía hạ thế lấy tín hiệu điện áp dây a1-b1. Cách lấy như vậy sẽ bù trừ pha sao cho dù điện áp sơ cấp lệch nhau 30 độ, nhưng điện thế thứ cấp đưa vào hệ thống hòa cũng đồng pha.
Về biên độ, do phía cao thế lấy điện thế pha, nên bị suy giảm đi căn 3 lần. Hơn nữa, các tỳ số biến thế đo lường không hoàn toàn phối hợp với tỷ số biến thế lực. Do đó phải sử dụng thêm một bộ biến thế đo lường phụ ở 1 trong 2 phía. Thường là đặt ở phía lấy điện thế pha, và tăng thế lên cho đủ định mức rơ le.

#### Máy biến áp đấu nối Sao / tam giác 11 giờ
Các hình dưới đây tương tự như 2 hình trên, nhưng nối với máy biến thế lực sao / tam giác 11 giờ.
Điện thế phía cao thế được lấy điện thế pha, c2-n2, và phía trung thế lấy điện áp dây c1-b1

## Thao tác hòa đồng bộ

### Hòa đồng bộ máy phát điện hạ áp bằng tay
Hiện nay hầu hết các máy phát điện đề có hệ thống hòa đồng bộ tự động. Phần giai thích các thao tác hòa đồng bộ bằng tay chỉ để tham khảo nhằm làm rõ các nguyên lý hòa đồng bộ.
Trường hợp cần hòa đồng bộ một máy phát diesel vào lưới. Máy phát này và lưới đều có trung tính nối đất.

#### Kiểm tra thứ tự pha
Đầu tiên, phải bảo đảm cả hai phía đều đúng thứ tự pha. Bạn có thể kiểm tra thứ tự pha bằng các cách như sau:
1/. Đồng hồ đo thứ tự pha.
2/. kiểm chiều quay của 1 động cơ trên thanh cái khi dùng điện lưới. Sau đó mở điện lưới ra, đóng điện máy phát vào, và kiểm lại thứ tự pha.
3/. Dùng 2 volt kế đo và so sánh khi chưa hòa đồng bộ (Dùng volt kế kim). Một cái đo giữa pha A của máy và pha A của lưới. Cái còn lại đo lần lượt giữa B máy và B lưới, rồi đến C máy và C lưới. Khi máy chạy, các đồng hồ này sẽ thay đổi từ 0 đến 2 lần Upha đm. Nhưng điều kiện bắt buộc là chúng phải tăng và giảm đồng thời. Thật chính xác là phải tăng lên max cùng lúc, và giảm xuống 0 cùng lúc. Khi đó thì hai đầu cầu dao sẽ đúng thứ tự pha với nhau. Trong trường hợp không đồng thời, bạn thử đổi lại: Một đồng hồ vẫn đo A và A. Đồng hồ còn lại đo B máy và C lưới, hoặc C máy và B lưới. Nếu trong trường hợp này nó lại lên xuống đồng đều, thì chắc chắn là ngược thứ tự phase hai đầu.
Sau khi kiểm tra đúng thứ tự pha, có thể đấu nối chắc chắn mạch nhất thứ, và không phải lo lắng gì về thứ tự pha sau này nữa.

#### Kiểm tra điện áp
Việc này thì đơn giản, chỉ cần 2 đồng hồ Volt lắp ở hai đầu.
Tuy nhiên có thể dùng một đồng hồ volt đo giữa pha a của máy và phase A của lưới. Khi điện thế xuống thấp nhất ứng với góc lệch pha = 0. Nếu điện thế 2 đầu bằng nhau thì sẽ xuống đến 0V. Nếu có sai biệt thì sẽ khác 0V.

#### Kiểm tra tần số
Thông thường tần số máy và lưới đều có đồng hổ đo. Nhưng để biết được chính xác 2 tần số lệch nhau bao nhiêu thì không thể dựa và 2 đồng hồ đó được. Người ta có thể xác định độ lệch tần số bằng nhiều cách:
1/. Dựa vào đồng bộ kế, nếu có. Đồng bộ kế thực chất là một đồng hồ đo góc lệch pha giữa 2 nguồn điện. Nếu 2 tần số hoàn toàn bằng nhau thì kim sẽ đứng yên. Vì góc lệch pha sẽ cố định. Nếu có lệch tần số thì kim sẽ chuyển động.
Tùy vào độ lệch tần số bao nhiêu, mà kim sẽ chuyển động nhanh hay chậm. Giả sử 2 tần số lệch nhau 1 Hz, thì kim sẽ quay 1 vòng hết 1 giây. (Tần số phách =1 Hz) Nếu tốc độ máy cao, tần số máy cao hơn tần số lưới, thì kim sẽ quay theo chiều kim đồng hồ. Nếu tần số máy thấp hơn, kim sẽ quay ngược lại.
2/. Dựa vào đèn. (Sơ đồ lắp đèn sẽ vẽ sau, nhưng cũng giống như sơ đồ trong sách giáo khoa).
Nhìn vào tốc độ sáng tắt của đèn, mà biết được độ lệch tần số. Tuy nhiên, cách này không cho thấy tần số nào cao hơn. Bạn có thể đoán biết tần số nào cao hơn bằng cách nhìn đáp ứng của đèn theo thao tác. Bạn thao tác tăng hay giảm tần số của máy thế nào cho tốc độ sáng tắt đèn càng thấp thì càng đưa tần số lại gần nhau. Tốt nhất là điều chỉnh sao cho tần số phách khoảng 0,2 đến 0,1 Hz, nghĩa là tốc độ chớp đèn từ 5 đến 10 giây.
3/. Dựa vào hiệu ứng hoạt nghiệm. Đây là kinh nghiệm khi hòa đồng bộ ngay trên máy. Điện lưới cấp cho đèn neon (ngày xưa thường hay có đèn stroboscope cầm tay). Nếu không có thì dùng đèn huỳnh quang hoặc đèn thủy ngân. Khi đèn này chiếu vào một trục quay, sẽ có cảm giác trục đó quay chậm hơn, hoặc đứng nguyên, hoặc quay theo chiều ngược lại. Tùy thuộc vào độ lệch tần số lưới và tốc độ máy. Khi độ lệch tần số= 0 thì thấy có vẻ như trục đang đứng yên. Tần số máy thấp hơn thì có vẻ như trục quay ngược chiều. Tần số máy cao hơn thì có vẻ như trục quay thuận chiều.
Tuy nhiên đây chỉ là kinh nghiệm, và không khuyến khích sử dụng, do các vấn đề về bảo hộ lao động.

#### Kiểm tra góc lệch pha
Góc lệch pha có thể nhận biết bằng:
1. vị trí kim của đồng bộ kế. Khi kim ở vị trí cao nhất thường gọi là vị trí 12 giờ, là lúc góc pha bằng 0.
2. độ sáng tối của đèn: khi đèn tắt hẳn, hoặc sáng mờ nhất, là lúc góc phase bằng 0. Tuy nhiên đây là cách rất không chính xác, vì quán tính nhiệt của dây tóc bóng đèn, và khả năng phân biệt sáng tối của mắt người.
3. trị số của volt kế đo phách. Trị số lúc min là góc pha = 0.

Sau khi kiểm tra tất cả các điều kiện:
- U máy xấp xỉ bằng U lưới.
- Tần số máy xấp xỉ bằng tần số lưới, nhưng hơi cao hơn. (Kim đồng bộ kế quay theo chiều kim đồng hồ, và quay rất chậm).
- Góc pha tiến dần đến 0: đèn tắt hết, đồng bộ kế trên đường từ 11 giờ đến 12 giờ volt kế đang trên đường về min, thì có thể thao tác đóng cầu dao.

Thông thường người ta có thể cho phép đóng sớm một chút, để bù trừ cho thao tác chậm của VHV, và bù trừ cho tốc độ đóng của máy cắt, cầu dao. Cố gắng không để đóng trễ hơn thời điểm đồng bộ.